# Muhammad al-Manfi
Muhammad Junis al-Manfi (arab. ‏محمد يونس المنفي‎, ur. 3 marca 1976 w Tobruku) – libijski dyplomata i polityk, przewodniczący Rady Prezydenckiej Libii (głowa państwa) od 10 marca 2021, wcześniej ambasador Libii w Grecji.